# Tina McElroy Ansa
Tina McElroy Ansa (Macon, 18 de novembro de 1949 – 10 de setembro de 2024) foi uma romancista afro-americana, cineasta, professora, empresária e jornalista. Seu trabalho apareceu no Los Angeles Times, Newsday, The Atlanta Constitution, Florida Times-Union, Essence Magazine, The Crisis, Ms. Magazine, America Magazine e Atlanta Magazine.

## Vida pessoal
Nascida Tina McElroy, filha de Walter J. e Nellie McElroy em Macon, Geórgia, onde ela cresceu no bairro de Pleasant Hill. Ansa se formou no Spelman College e foi casada com Jonée Ansa, um cineasta, por 42 anos. Ansa mora em St. Simons Island, Geórgia, onde escreve, edita e publica por meio de sua DownSouth Press. 

## Carreira como escritora
Depois de se formar na faculdade e trabalhar por vários anos em vários cargos no Atlanta Constitution, Ansa escreveu vários romances e tem colaborado com frequência em vários periódicos, incluindo Los Angeles Times, Newsday e Atlanta Journal-Constitution.
A ficção de Ansa retrata uma variedade de mulheres negras no recente e moderno sul-americano, com uma mistura do sobrenatural e da superstição tradicional. Seu primeiro romance, Baby of the Family, foi nomeado Livro Notável do Ano pelo The New York Times. Baby of the Family também estava na lista dos mais vendidos da América Africana para ficção de bolso. Em outubro de 2001, Baby of the Family foi escolhido pelo Georgia Center for the Book como um dos "25 melhores livros que todo georgiano deveria ler". O livro foi selecionado para os Melhores Livros para Jovens Adultos da American Library Association em 1990 e ganhou o Georgia Authors Series Award de 1989.
Ela ministrava oficinas de redação no Spelman College, Emory University e Coastal Georgia Community College. Ansa e seu marido estavam adaptando Baby of the Family para a tela em um longa-metragem estrelado por Alfre Woodard, Loretta Devine, Sheryl Lee Ralph, Vanessa A. Williams, Todd Bridges, Pam Grier.
Em março de 2007, a Ansa lançou uma editora independente, a DownSouth Press, com foco na literatura afro-americana.  Seu quinto romance, Taking After Mudear, foi o título principal na primeira lista da DownSouth Press no outono de 2007.

## Morte
Ansa morreu no dia 10 de setembro de 2024, aos 74 anos.

## Publicações
- O Bebê da Família (San Diego: Harcourt Brace Jovanovich, 1989.ISBN 0-15-610150-5 )
- Maneiras feias (San Diego: Harcourt Brace Co., 1995.ISBN 0-15-600077-6)
- A mão com a qual abano (Nova York: Doubleday, 1998.ISBN 0-385-47601-9)
- Você sabe melhor (Nova York: William Morrow, 2002.ISBN 0-06-019779-X)
- "Rachel" em Mending the World: Stories of Family by Contemporary Black Writers, Rosemarie Robotham, editora (New York: BasicCivitas Books, 2003.ISBN 0-465-07062-0)